# 刑事の妻〜デカツマ〜
『刑事の妻〜デカツマ〜』（けいじのつま デカツマ）は、2005年から2009年までテレビ朝日系「土曜ワイド劇場」で放送されたテレビドラマシリーズ。全2回。主演は浅野ゆう子。

## キャスト

### レギュラー
望月やよい
演 - 浅野ゆう子
龍之介の妻で専業主婦。龍之介との間に小学生の一人息子がいる。
金田一郎
演 - 一條俊
警視庁吉祥寺東警察署の刑事。龍之介の部下。
三井恵美
演 - 大谷允保
金田の婚約者。
南田鉄夫
演 - 春海四方
警視庁吉祥寺東警察署の課長。龍之介の上司。
野島誠一郎
演 - 中原丈雄
警視庁警視。豊子の夫。
南田敬子
演 - 和泉ちぬ
南田の妻。
市原薫
演 - 松井紀美江
市原の妻。
市原保
演 - 伊藤正之
警視庁吉祥寺東警察署の刑事。
望月龍之介
演 - 小日向文世
警視庁吉祥寺東警察署の刑事。やよいの夫。

### ゲスト
第1作（2005年）
- 佐藤美紗子（佐藤の妻・やよいの大学時代の友人） - 山下容莉枝
- 佐藤史彦（私立病院の内科医） - 神保悟志
- 大畠麻里子（私立病院の看護主任） - 粟田麗
- 田所修（元通り魔） - 田中要次
- 須藤慎一（刑事） - 長岡尚彦
- 野島豊子（野島の妻） - 西山水木
- 須藤早苗 - 渡辺真起子
- 大久保一臣（不審者） - 嶋尾康史
- 喜多朋美（私立病院の看護師） - 飛田恵里
- 芦野由梨絵（OL） - 五十嵐貴子
- 制服警官 - 菊池隆志

第2作（2009年）
- 阿部康彦（警視庁吉祥寺東警察署 刑事） - 風間トオル
- 佐久間（警視庁吉祥寺東警察署 署長） - 矢島健一
- 松野幸治（健康器具の通販会社の社長） - 池田政典
- 坂口由香（健康器具の通販会社の社員） - 大村彩子
- 佐久間響子（佐久間の妻） - 日下由美
- 松野喜美子（松野の妻） - 国生さゆり
- 喫茶店マスター - 市山貴章
- 杉崎郁子（雑貨店のオーナー） - 徳永笑美里
- カフェ店員 - 所里沙子
- 若奥さま - 池野浩子
- 玉井啓介（フリーライター） - 菊池均也
- 宮本拓郎（クレーマー） - 北原雅樹
- 阿部真澄（阿部の妻） - 中山忍

## スタッフ
- 脚本 - 秦建日子、白石まみ
- 監督 - 井坂聡
- プロデューサー - 松本基弘（テレビ朝日）、香月純一（東映）、榎本美華（東映）
- 制作 - テレビ朝日、東映

## 放送日程
| 話数 | 放送日        | サブタイトル                                                                              | 脚本              | 監督   |
| ---- | ------------- | ----------------------------------------------------------------------------------------- | ----------------- | ------ |
| 1    | 2005年7月30日 | 魅惑の黒髪連続殺人 夫に逮捕された凶悪犯が出所！ 復讐か？妻を狙う怪しい影…                 | 秦建日子          | 井坂聡 |
| 2    | 2009年8月08日 | 妻の浮気チェックが不倫連続殺人事件を呼ぶ！ 私の夫が犯人なんて… 絶体絶命の妻が最後の賭け!! | 秦建日子 白石まみ | 井坂聡 |